# 秦鳴夏
秦鳴夏（1508年—1557年），字子亨，號白崖，浙江臨海縣城關人，明朝政治人物。

## 生平
嘉靖十年（1531年）舉辛卯科浙江乡试第五十七名，嘉靖十一年（1532年）聯捷壬辰科会试三百十四名，第二甲第五十名進士。觀吏部政，選翰林院庶吉士，十三年十二月授翰林院编修，十四年任乙未科礼部会试同考试官，十五年奉命册封鲁王，十七年任廷试受卷官，十八年哀冲太子朱載基立，二月陞右春坊右中允兼翰林院修撰。十九年补经筵讲官，同修《大明会典》。二十年奉命册封周王，二十二年八月与左赞善浦应麒主顺天乡试，二十三年八月刑科给事中王交、王尧日论劾甲辰科考案，并追论顺天乡试主考秦鸣夏、浦应麒阿奉輔臣翟銮之罪，诏杖鸣夏、应麒六十，革职闲住。家居十四年，以荐起复为兵部职方司主事，赴任至彭城，疽發背卒，年五十。

## 家族
曾祖秦宗傅；祖秦彥彬，封行人司司副贈禮部尚書；父秦禮，福建按察司僉事贈禮部左侍郎；母包氏，贈太淑人。永感下。兄秦鳴春（貢士、刑部员外郎）。弟秦鳴秋（生员）、鳴雷（狀元、禮部尚書）、鳴冬。
子懋功（太學生）、懋德（舉人、官淮安府同知）、懋敬（訓導）、懋恒（廩生）、懋逵（廩生）；姪秦懋紳（刑部郎中）。一女秦巽姬，嫁江西按察司副使王宗沐。
孫廷銓（太學生）、廷煒（庠生）、廷焯（庠生）、廷煥（庠生）、廷鍾（庠生）、廷炤（庠生）、廷燫（庠生）。

## 相关
- 明甲辰科场案